# Lincolnia (Virginia)
Lincolnia es un lugar designado por el censo en el  condado de Fairfax, Virginia  (Estados Unidos). Según el censo de 2010 tenía una población de 22 855 habitantes.

## Demografía
Según el censo de 2000, Lincolnia tenía 15.788 habitantes, 5166 viviendas, y 3704 familias. La densidad de población era de 2073,4 habitantes por km².
De las 5.166 viviendas en un 36,7 %  vivían niños de menos de 18 años, en un 54,7 %  vivían parejas casadas, en un 10,8 % mujeres solteras, y en un 28,3 % no eran unidades familiares. En el 20,2 % de las viviendas  vivían personas solas el 4,8% de las cuales correspondía a personas de 65 años o más que vivían solas. El número medio de personas viviendo en cada vivienda era de 3,03 y el número medio de personas que vivían en cada familia era de 3,45.
Por edades la población se repartía de la siguiente manera: un 25,3 % tenía menos de 18 años, un 9,9 % entre 18 y 24, un 35,3 % entre 25 y 44, un 21,6 % de 45 a 60 y un 7,9 % 65 años o más.
La edad media era de 33 años.  Por cada 100 mujeres de 18 o más años  había 102,2 hombres.
La renta media por vivienda era de 64.148$ y la renta media por familia de 65.601$. Los hombres tenían una renta media de 39.146$ mientras que las mujeres 35.398$. La renta per cápita de la población era de 26 876$. En torno al 7,9 % de las familias y el 11,8 % de la población estaban por debajo del umbral de pobreza.

## Localidades adyacentes
El siguiente diagrama muestra a las localidades más próximas a Lincolnia.